# 鄆城戰鬥 (北洋政府時期)
鄆城戰鬥發生於1928年4月12日－4月15日，交戰地點則是在中國魯南，是中華民國北洋政府時期的戰鬥之一。鄆城戰鬥的交戰雙方，一方為國民革命軍，另一方北洋張宗昌部。交戰過後，國民革命軍奪取鄆城，並擄獲山砲迫砲數十門，機槍數十挺。

## 參看
- 中華民國北洋政府時期內戰戰鬥列表